# Mafia Salad
Pour les articles homonymes, voir Wise Guys (homonymie).
Pour plus de détails, voir Fiche technique et Distribution.
Mafia Salad (Wise Guys) est un film américain réalisé par Brian De Palma et sorti en 1986.
Le film est globalement mal accueilli par la presse et ne rencontre pas le succès au box-office.

## Synopsis
Harry Valentini et Moe Dickstein travaillent pour la mafia. Après avoir essayé de doubler leur boss, Anthony Castelo, ce dernier ordonne à l'un de tuer l'autre, et vice versa.

## Fiche technique
- Titre original : Wise Guys
- Titre français : Mafia Salad
- Réalisation : Brian De Palma
- Scénario : George Gallo et Norman Steinberg (en)
- Musique : Ira Newborn
- Décors : Edward Pisoni
- Costumes : Richard Bruno
- Photographie : Fred Schuler
- Montage : Gerald B. Greenberg
- Production : Aaron Russo ; Irwin Russo (délégué) ; Patrick McCormick (associé)
- Société de production : Metro-Goldwyn-Mayer
- Sociétés de distribution : MGM Distribution (États-Unis), Warner Home Video (France)
- Budget : 13 millions de dollars[1]
- Pays de production :  États-Unis
- Langue originale : anglais
- Format : Couleur (Technicolor) - 35 mm - 1,85:1 - son mono
- Genre : comédie, buddy movie
- Durée : 100 minutes
- Dates de sortie :
  - États-Unis : 18 avril 1986[2]
  - France : 1987 (directement en vidéo[3])
- Classification[4] :
  - États-Unis : R

## Distribution
- Danny DeVito (VF : Gérard Boucaron) : Harry Valentini
- Joe Piscopo (VF : Frédéric Girard) : Moe Dickstein
- Harvey Keitel (VF : Jacques Bernard (acteur)) : Bobby Dilea
- Dan Hedaya : Anthony Castelo
- Lou Albano : Frank
- Julie Bovasso : Lil Dickstein
- Patti LuPone : Wanda Valentini
- Frank Vincent : Louie Fontucci
- Antonia Rey : la tante Sadie
- Maria Pitillo : une masseuse
- Catherine Scorsese (en) : une invitée à l'anniversaire
- Charles Scorsese (en) : un invité à l'anniversaire

## Production
Brian De Palma revient ici à la comédie après Get to Know Your Rabbit (1972). Il a souhaité engager Danny DeVito et Joe Piscopo après les avoir apprécié et trouvé hilarants dans Johnny le dangereux (1984) d'Amy Heckerling.
Le tournage a lieu de février à mars 1985 dans le New Jersey (Atlantic City, Ventnor City, Newark, Jersey City, Meadowlands Arena d'East Rutherford) ainsi qu'à New York.
En 2013, Brian De Palma a déclaré qu'il n'aurait pas dû réaliser ce film. En effet, il explique que des changements de personnel ont eu lieu dans le studio qui produisait le film avant le tournage et que les nouveaux responsables se désintéressaient du film qu'ils ne souhaitaient plus produire. Le réalisateur a insisté pour le faire malgré tout, car il souhaitait travailler avec Danny DeVito, mais il considère avoir eu tort : il juge qu'il aurait dû accepter d'être payé sans faire le film comme le studio le lui a proposé, car la production n'a pas fait en sorte que le film ait une exploitation correcte. Il estime qu'il s'agit de « la pire expérience de sa carrière ».

## Accueil
Aux États-Unis, le film reçoit des critiques partagées. Dans The New York Times, Walter Goodman écrit que c'est un film amusant et rafraichissant et conclut par « Everything works » (« tout fonctionne »). Roger Ebert est tout aussi enthousiaste « Wise Guys is an abundant movie, filled with ideas and gags and great characters. It never runs dry ». En mars 2019, Mafia Salad totalise 31 % d'opinions favorables pour 16 critiques recensées sur l'agrégateur Rotten Tomatoes.
Le film n'est pas un succès en salles. Il ne totalise qu'un peu plus de 8 millions de dollars de recettes sur le sol américain. En France, le film ne sortira pas en salles mais seulement en DVD.